# 박승원 (1946년)
박승원(朴勝元, 1946년 11월 ~ )은 조선민주주의인민공화국의 군인 겸 정치인이다. 조선인민군 상장 겸 당 중앙위원회 위원이다. 최고인민회의 제12기 대의원이다.

## 경력
1946년 11월 태어났다. 김일성군사종합대학을 졸었했으며, 1992년 4월 조선인민군 중장 계급에 올랐다. 인민군 총참모부 부총참모장을 역임했다. 1998년 최고인민회의 제10기 대의원을 지냈다. 2009년 4월이후 제12기 대의원이다. 2000년 9월 제1차 남북국방장관회담 당시에 북측대표단 차석대표를 지냈으며, 2002년 4월 인민군 상장 계급이 부여되었다. 2010년 9월, 조선로동당 중앙위원회 위원에 선임되었다.
1997년 최광, 2005년 연형묵, 2010년 조명록, 2011년 김정일 사망 당시에 국가장의위원회 위원을 맡았다.

## 대한민국 망명
2015년 4월 탈북하여 러시아의 주 러시아 대한민국 대사관을 통해 대한민국에 망명 신청을 하였고, 7월 한국 도착 후 국가정보원과 통일부 등 관련 부처에서 조사가 진행 중인 것으로 알려졌다.